# Jig (wędkarstwo)
Jig – hak z odlanym ołowianym obciążeniem (tzw. główką jigową) służący do zbrojenia przynęt gumowych (ripperów i twisterów), przeznaczonych najczęściej do połowu na spinning. Szczególnym rodzajem jigów są tzw. mikrojigi, które stosuje się przy połowie ryb niewielkich rozmiarów (np. wzdręg).